# (4242) Brecher
(4242) Brecher ist ein Asteroid des Hauptgürtels, der am 28. März 1981 am Harvard-College-Observatorium entdeckt wurde.
Der Asteroid wurde nach den Wissenschaftlern Aviva und Kenneth Brecher benannt.